# Карл Херварт
Карл Херварт (Вертер, 4. септембар 1796 — Бон, 2. септембар 1884) је био немачки фелдмаршал.

## Биографија
Учествовао је у Немачко-данском рату 1864. године где је са својим корпусом прешао Ајсфјорд и освојио острво Алс. У Пруско-аустријском рату командовао је Елбском армијом са којом је пробио лево крило аустро-саксонске армије у бици код Кенигреца. Учествовао је и у Немачко-француском рату у коме је вршио функцију генералног гувернера одбране у западној Немачкој.